# Jean-Michel Fouché
Jean-Michel Fouché (Paulx, Loira Atlántico, 15 de julio de 1944 - Ibídem, 18 de octubre de 2013) fue un entrenador y jugador de fútbol profesional francés que jugaba en la demarcación de portero.

## Biografía
Jean-Michel Fouché debutó como futbolista profesional en 1960 con el FC Challans a los 16 años de edad. Tras jugar durante cuatro años en el club fue traspasado al FC Nantes, club en el que permaneció durante más tiempo en su carrera deportiva. Llegó a ganar la Ligue 1 en 1965 y en 1966, además de la Supercopa de Francia en 1965. Tras 119 partidos jugados, en 1972 fue fichado por el Stade de Reims. Posteriormente jugó para el AS Nancy-Lorraine, con quien ganó la Ligue 2 en 1975 y ascendió a la Ligue 1. Además jugó para el FC Red Star Saint-Ouen y para el Angers SCO, equipo en el que se retiró como futbolista profesional en 1977 a los 33 años de edad y marcando su único gol como futbolista. Tres años después el Les Herbiers VF fichó a Jean-Michel Fouché como entrenador. Al finalizar la temporada fue relegado de su cargo. En 1995, Denis Troch convenció a Jean-Michel Fouché para que fuera su adjunto para entrenar al Stade Lavallois Mayenne FC durante los tres años que estuvo Troch al cargo del equipo. Al terminar el contrato, Jean-Michel Fouché se convirtió en director deportivo del club, cargo que ocupó hasta 2006.
Jean-Michel Fouché falleció el 18 de octubre de 2013 en Paulx, Loira Atlántico a los 69 años de edad.

## Selección nacional
Jean-Michel Fouché llevó a estar preconvocado por la selección de fútbol de Francia un total de siete veces, aunque finalmente en ninguna ocasión llegó a ser convocado finalmente por el seleccionador.

## Clubes

### Como futbolista
| Club                   | País    | Año         | Partidos | Goles |
| ---------------------- | ------- | ----------- | -------- | ----- |
| FC Challans            | Francia | 1960 - 1964 | ¿?       | ¿?    |
| FC Nantes              | Francia | 1964 - 1972 | 119      | 0     |
| Stade de Reims         | Francia | 1972 - 1973 | 3        | 0     |
| AS Nancy-Lorraine      | Francia | 1973 - 1975 | 76       | 0     |
| FC Red Star Saint-Ouen | Francia | 1975 - 1976 | 76       | 0     |
| Angers SCO             | Francia | 1976 - 1977 | 53       | 1     |

### Como entrenador
| Club            | País    | Año         |
| --------------- | ------- | ----------- |
| Les Herbiers VF | Francia | 1979 - 1980 |

## Palmarés
FC Nantes
- Ligue 1 (2): 1965, 1966
- Supercopa de Francia: 1965

AS Nancy-Lorraine
- Ligue 2: 1975